# Cantone di Salvagnac
Il Cantone di Salvagnac era una divisione amministrativa dell'arrondissement di Albi.
È stato soppresso a seguito della riforma complessiva dei cantoni del 2014, che è entrata in vigore con le elezioni dipartimentali del 2015.
Comprendeva i comuni di:
- Beauvais-sur-Tescou
- Montdurausse
- Montgaillard
- Montvalen
- Saint-Urcisse
- Salvagnac
- La Sauzière-Saint-Jean
- Tauriac